# Juan Bautista de Toledo
Juan Bautista de Toledo (kolem 1515 pravděpodobně Toledo nebo Madrid – 19. května 1567 Madrid) byl španělský architekt, známý především jako spolutvůrce kláštera El Escorial.
Svou kariéru začal v Itálii, kde vystupoval i jako Giovanni Battista de Alfonsis a mimo jiné pracoval pod vedením Michelangela na paláci Farnese a na bazilice svatého Petra. Nedlouho před smrtí papeže Pavla III. pak odešel do Neapole do královských služeb a uskutečnil zde řadu staveb. Roku 1559 ho Filip II. jmenoval ředitelem královských staveb a povolal do Madridu. Roku 1561 de Toledo získal titul královského architekta a byl pověřen výstavbou Escorialu. Na něm pracoval až do smrti roku 1567. Dílo dokončil Juan de Herrera roku 1584.